# أسبوع الفضاء العالمي
أسبوع الفضاء العالمي ( WSW ) هو حدث سنوي يتم الاحتفال به من 4 إلى 10 أكتوبر في أكثر من 90 دولة حول العالم. يُعرَّف الأسبوع العالمي للفضاء رسميًا بأنه «احتفال دولي بالعلوم والتكنولوجيا، ومساهمتهما في تحسين حالة الإنسان». 

## التاريخ
في 6 ديسمبر 1999 أعلنت الجمعية العامة للأمم المتحدة الأسبوع العالمي للفضاء كاحتفال سنوي يُحتفل به خلال الأيام ما بين 4 و10 أكتوبر. واعتمد هذا التاريخ بناءعلى الاعتراف بيومين مهمين في تاريخ الفضاء، أولهما إطلاق أول قمر صناعي أرضي من صنع الإنسان (سبوتنيك 1) في 4 أكتوبر 1957؛ وثانيهما التوقيع على معاهدة الفضاء الخارجي في 10 أكتوبر 1967. 
يعد أسبوع الفضاء العالمي أكبر حدث سنوي عالميًا في مجال الفضاء. وفي عام 2019 تم الاحتفال بأسبوع الفضاء العالمي في 96 دولة، وعبر 8000 احتفالية، تضمنت فعاليات وأنشطة مدرسية ومعارض حكومية وخاصة.

## الموضوعات السنوية
في كل عام ، يتم تحديد موضوع أسبوع الفضاء العالمي من قبل مجلس إدارة جمعية أسبوع الفضاء العالمي. تحت شعار «القمر: بوابة النجوم» ، ركزت العديد من أحداث الأسبوع العالمي للفضاء عام 2019 على الذكرى الخمسين لهبوط أبولو 11 ، وخطط استكشاف الإنسان للقمر ، ومراقبة القمر بواسطة التلسكوب.  

## الأنشطة والاحتفالات
رابطة أسبوع الفضاء العالمي هي منظمة غير حكومية وغير ربحية ، يدعمها المنسقون الوطنيون في أكثر من 50 دولة. يقودها مجلس إدارة متطوع بما في ذلك Buzz Aldrin وBill Nye وTom Hanks و Dorin-Dumitru Prunariu وقادة الفضاء من جميع أنحاء العالم. وتتمثل أهدافها في تثقيف الناس في جميع أنحاء العالم حول الفوائد التي يحصلون عليها من الفضاء ، وتشجيع استخدام الفضاء من أجل التنمية الاقتصادية المستدامة ، وتعزيز التعليم الحماسي والاهتمام بالعلوم والتعاون بين الدول من خلال التوعية والتعليم في مجال الفضاء. 
توفر الجمعية موارد للمعلمين في الصف K-12. 
يتوفر تقويم للأحداث من الدول التي تحتفل بأسبوع الفضاء العالمي. 
SPACE India هو المنسق الإقليمي الوحيد لأسبوع الفضاء العالمي في الهند

## روابط خارجية
- أسبوع الفضاء العالمي الأمم المتحدة
- موقع أسبوع الفضاء العالمي

1. ↑  https://www.space-india.com/world-space-week/ نسخة محفوظة 2019-09-21 على موقع واي باك مشين.